# Battle Mountain

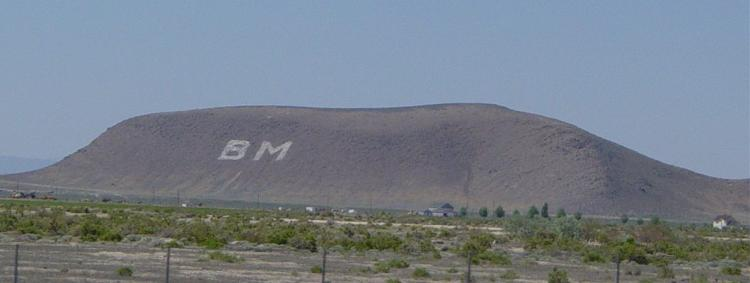
Colina en Battle Mountain

Battle Mountain es una área no incorporada y un lugar designado por el censo en el condado de Lander, Nevada, Estados Unidos; su población es de 2.871 según el censo de 2000; aunque no tiene un estatuto legal de municipalidad, esta tiene funciones de sede de condado del  condado de Lander.
La economía base es la minería de oro y en pequeñas excepciones, el juego legalizado.
Battle Mountain es conocida por la dudosa distinción de "Axila de América" según un artículo del The Washington Post publicado en 2001; debida a esta publicidad, todos los años se realiza una presentación anual llamada "Old Spice Armpit Festival", que comenzó el 2002.

## Historia
En 1874, la legislatura de Nevada anuló el veto del gobernador y aprobó la construcción de una vía férrea entre Austin y Battle Mountain; la central de ferrocarriles de Nevada de Battle Mountain a Austin fue completado en 1880.
Ulysses S. Grant habló en la ciudad en 1879 durante su tour de charlas por el oeste.
El presidente Woodrow Wilson estableció la colonia india Battle Mountain por una orden ejecutiva en 1917.
En 1919, los mineros de Red Scare de Nevada, hicieron una huelga de 10 días en las minas de cobre de Battle Mountain.
En un fallo de 1979, la corte suprema de Nevada asentó legalmente a Battle Mountain en Lander Country.
Los jefes Frank Temoke y Frank Brady se negaron a aceptar las ofertas del gobierno de saldar las cuentas del Tratado de Ruby Valley en Battle Mountain el 11 de diciembre de 1992.
En 2008 un terremoto de magnitud 6.3 afectó el noreste de Nevada, produciendo daños severos en uno de los edificios emblema más antiguos de la ciudad (El edificio "Lemaire"), el cual fue programado a demolición.

## Geografía y clima
Battle Mountain está situado cerca de los ríos Humboldt y Reese, y su clima es semiárido.
Según la oficina del Censo de los Estados Unidos, el área total de la comunidad es de 4.9 km²
| Parámetros climáticos promedio de Battle Mountain | Parámetros climáticos promedio de Battle Mountain | Parámetros climáticos promedio de Battle Mountain | Parámetros climáticos promedio de Battle Mountain | Parámetros climáticos promedio de Battle Mountain | Parámetros climáticos promedio de Battle Mountain | Parámetros climáticos promedio de Battle Mountain | Parámetros climáticos promedio de Battle Mountain | Parámetros climáticos promedio de Battle Mountain | Parámetros climáticos promedio de Battle Mountain | Parámetros climáticos promedio de Battle Mountain | Parámetros climáticos promedio de Battle Mountain | Parámetros climáticos promedio de Battle Mountain | Parámetros climáticos promedio de Battle Mountain |
| Mes                                               | Ene.                                              | Feb.                                              | Mar.                                              | Abr.                                              | May.                                              | Jun.                                              | Jul.                                              | Ago.                                              | Sep.                                              | Oct.                                              | Nov.                                              | Dic.                                              | Anual                                             |
| ------------------------------------------------- | ------------------------------------------------- | ------------------------------------------------- | ------------------------------------------------- | ------------------------------------------------- | ------------------------------------------------- | ------------------------------------------------- | ------------------------------------------------- | ------------------------------------------------- | ------------------------------------------------- | ------------------------------------------------- | ------------------------------------------------- | ------------------------------------------------- | ------------------------------------------------- |
| Temp. máx. media (°C)                             | 6.1                                               | 10                                                | 14.4                                              | 18.3                                              | 23.9                                              | 30                                                | 35.6                                              | 35                                                | 28.9                                              | 21.7                                              | 12.2                                              | 6.7                                               | 20                                                |
| Temp. mín. media (°C)                             | -8.3                                              | -5.6                                              | -2.8                                              | -0.6                                              | 3.9                                               | 7.8                                               | 10.6                                              | 9.4                                               | 4.4                                               | -1.1                                              | -5                                                | -8.9                                              | 0.6                                               |
| Precipitación total (mm)                          | 21.8                                              | 17.3                                              | 21.6                                              | 23.1                                              | 33                                                | 19.6                                              | 7.1                                               | 8.6                                               | 17.3                                              | 17                                                | 18                                                | 18.3                                              | 222.8                                             |
| Fuente: Weather Channel 14 de agosto de 2010      |                                                   |                                                   |                                                   |                                                   |                                                   |                                                   |                                                   |                                                   |                                                   |                                                   |                                                   |                                                   |                                                   |

## Transporte
Battle Mountain está localizado a lo largo de la Interestatal 80, aproximadamente a mitad de camino entre Reno, NV y Salt Lake City, Utah.
Battle Mountain está en el punto de partida de la ruta estatal número 305 de Nevada que va hacia el sur de Austin, Nevada.
El ferrocarril de Union Pacific corre cerca de Battle Mountain.
El histórico ferrocarril de vía estrecha, central de ferrocarriles de Nevada une a Battle Mountain con Austin (actualmente fuera de uso).

## Demografía
Según el censo de 2000, había 2.871 personas, 1.053 hogares y 731 familias que residían en la comunidad. La densidad de población era de 1,588.3 personas por milla cuadrada (612.4/km²); había 1.455 viviendas en una densidad media de 804.9/sq mi (310.4/km²). La composición racial de la comunidad era de un 81.30% de blancos, un 0.14% de afroamericanos, 2.54% corresponde a nativos americanos, 0,49% de asiáticos, 0.03% son isleños del pacífico, y un 11.81% de otras razas, y solo un 3,69% de dos o más razas. Hispanos o latinos de cualquier raza eran el 23,58% de la población.
Había 1.053 casas, de las cuales 41.9% tenían niños bajo la edad de 18 que vivían en ellas, el 54,6% son parejas casadas que viven juntas, 9.9% tenían como cabeza de familia a una mujer sin presencia del marido y 30.5% eran no-familias. 25.2% de todas las casas se encuentran viviendo solos y 4.8% tienen a alguna persona anciana de 65 años de edad o más. El tamaño medio de la casa era 2.71 y el tamaño de la familia era 3.28.
Del total de la población, el 33.8% se encuentra bajo la edad de 18 años, el 8,1% de 18 a 24, 29.0% de 25 a 44, 22.4% de 45 a 64, y el 6,7% tiene más de 65 años de edad o más. La edad media es de 32 años. Por cada 100 mujeres había 104.1 varones. Por cada 100 mujeres mayores de 18 años, había 104.4 varones.
La renta mediana para una casa en la comunidad era de $42.981, y la renta mediana para una familia era de $50.995. Los varones tenían una renta mediana de $45.313 contra $25.417 para las mujeres. El ingreso per cápita para la comunidad era de $16.975. Cerca de 7.8% de las familias y el 11,8% de la población estaban por debajo de la línea de pobreza, incluyendo un 14.1% de los menores de 18 años de edad y 20.0% de estos son mayores de 65 años.

## Deportes
Entre los entusiastas de los vehículos de propulsión humana, Battle Mountain es famosa por albergar las carreras anuales de bicicleta en un largo tramo recto y plano en la autopista 305. Sam Whittingham estableció en 2002 el récord por ser el "hombre más rápido vivo", recorriendo una distancia de 200 metros a 83 mph (133,5 km/h) en 2 ruedas con diseño aerodinámico; el evento en donde ocurrió se conoce como World Human Powered Speed Challenge. El 18 de septiembre de 2008, Sam volvió a establecer un récord al correr a 82,33 millas por hora (132,50 km/h) ganando el premio ".decimach" por ir a una décima parte de la velocidad del sonido (incluyendo ajustes de inclinación y altura).
Durante 2009, un canadiense y una francesa establecieron récords mundiales de velocidad en bicicleta en el evento anual del noreste de Nevada; Sam Whittingham y Barbara Buatois. Buatois de 32 años de edad, alcanza la velocidad de 75.46 mph (121,44 km/h), rompiendo el récord anterior de 2005 por 8,8 mph (14,2 km/h);  Whittingham, teniendo 37 años, alcanzó 82.4 mph (132.6 km/h), superando el récord masculino por 0.1 mph (0.16 km/h).
También se celebra anualmente en el mismo tramo de carretera el "Pony Express", un evento carretera entre Battle Mountain a Austin y viceversa. Esto hace la carrera de carretera más larga en el país, con un promedio total de 130 millas (210 km). Esta carrera se compone de automóviles "Muscle car" de los años 60 contra los autos deportivos europeos más modernos.

## Entretenimiento
- Donna's Ranch

## Educación
- Battle Mountain High School

## Reconocimiento nacional
- 2001: The Washington Post nombra a esta ciudad como "Armpit of America" ("la axila de america"); aprovechando la oportunidad de publicidad, Old Spice creó un festival en la ciudad[5][6]
- 2007: Dance Gavin Dance edita su disco debut llamado Downtown Battle Mountain, el cual, sin embargo, no es conocido el origen real del disco, el álbum dio el reconocimiento de la ciudad como el escenario del punk en la costa oeste.
- 2 de enero de 2009: The New York Times edita un artículo llamado "A Nevada Town Escapes the Slump, Thanks to Gold"; en el cual recuerda acerca de la depresión económica nacional y se discute acerca de la economía de Battle Mountain.[13]

## Residentes notables
- Joyce Collins: pianista de jazz, cantante y profesora.
- The Dann Sisters (Mary Dann y Carrie Dann): Activistas shoshone por los derechos espirituales y territoriales.
- James H. Ledlie: Oficial del ejército de la Unión en la guerra civil; llamado por Ulysses S. Grant como "el mayor cobarde de la guerra".
- Jeannette Walls: Autora de The Glass Castle y columnista para MSNBC.com.

## En la cultura popular
- Los libros Plan of Attack y Air Battle Force (del autor Dale Brown) tienen escenarios en Battle Mountain.
- Battle Mountain fue temporalmente de los Walls, una familia errante en las memorias The Glass Castle de Jeannette Walls.
- El hotel Owl ubicado en Battle Mountain fue usado en el thriller del 2001 Joy Ride
- La película de 1975, Broken Treaty at Battle Mountain recibió el "rollo de bronce" del festival internacional de cine de San Francisco y el primer lugar del festival internacional de cine Nyon.
- En 2007 la ciudad apareció en la segunda temporada del reality show de Meet or Delete de mtvU.[14]